# Jan Baptista van Helmont

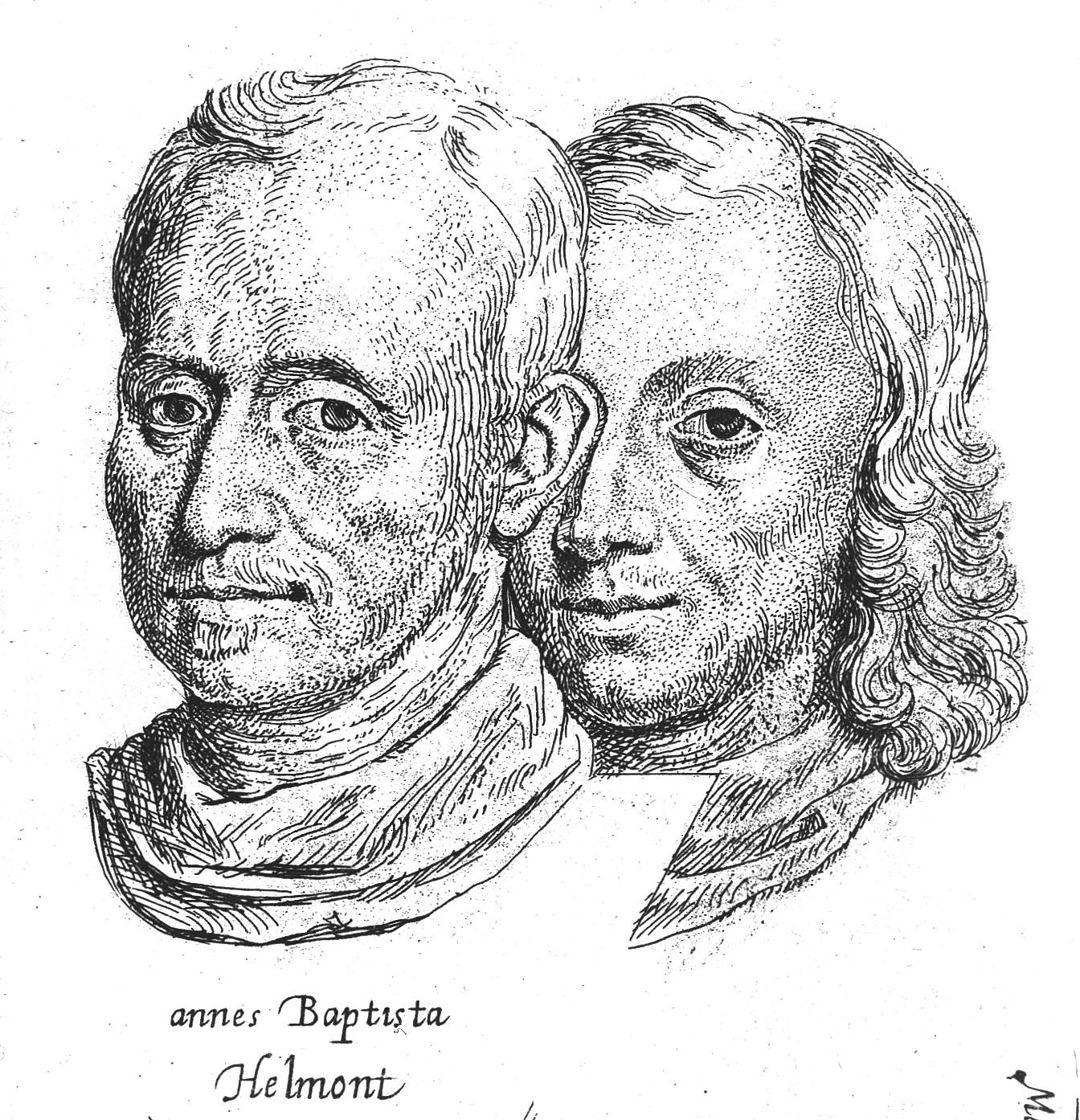
Jan Baptist van Helmont (links) en zijn zoon Franciscus-Mercurius (rechts). Kopie naar het dubbelportret opgenomen in de Ortus medicinae (Amsterdam, 1648)

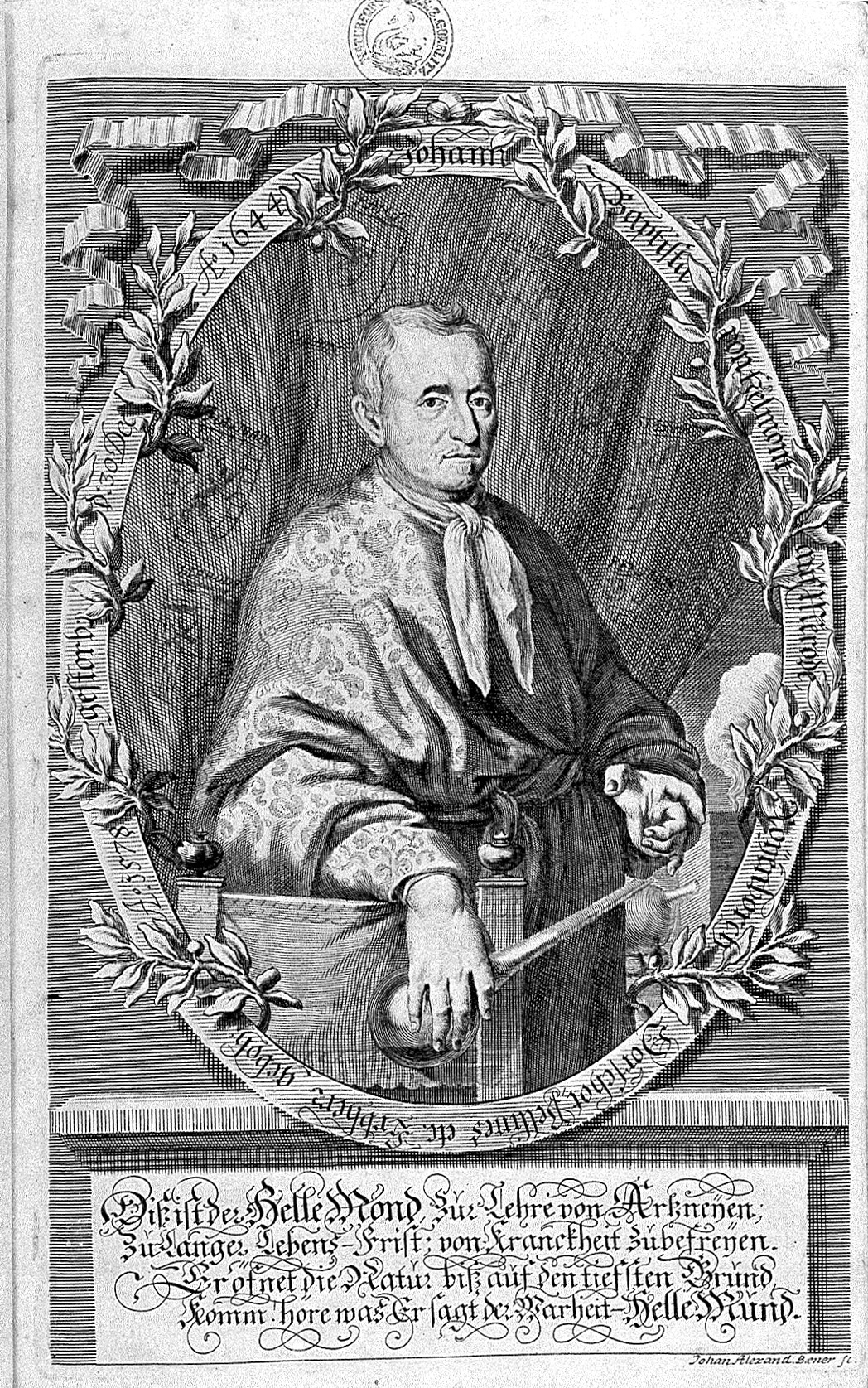
Postuum portret dat volgens sommige bronnen door Johann Alexander Baener gemaakt is voor de Aufgang der Artzney-Kunst (1683), maar reeds opgenomen was in de Dageraad (1660).

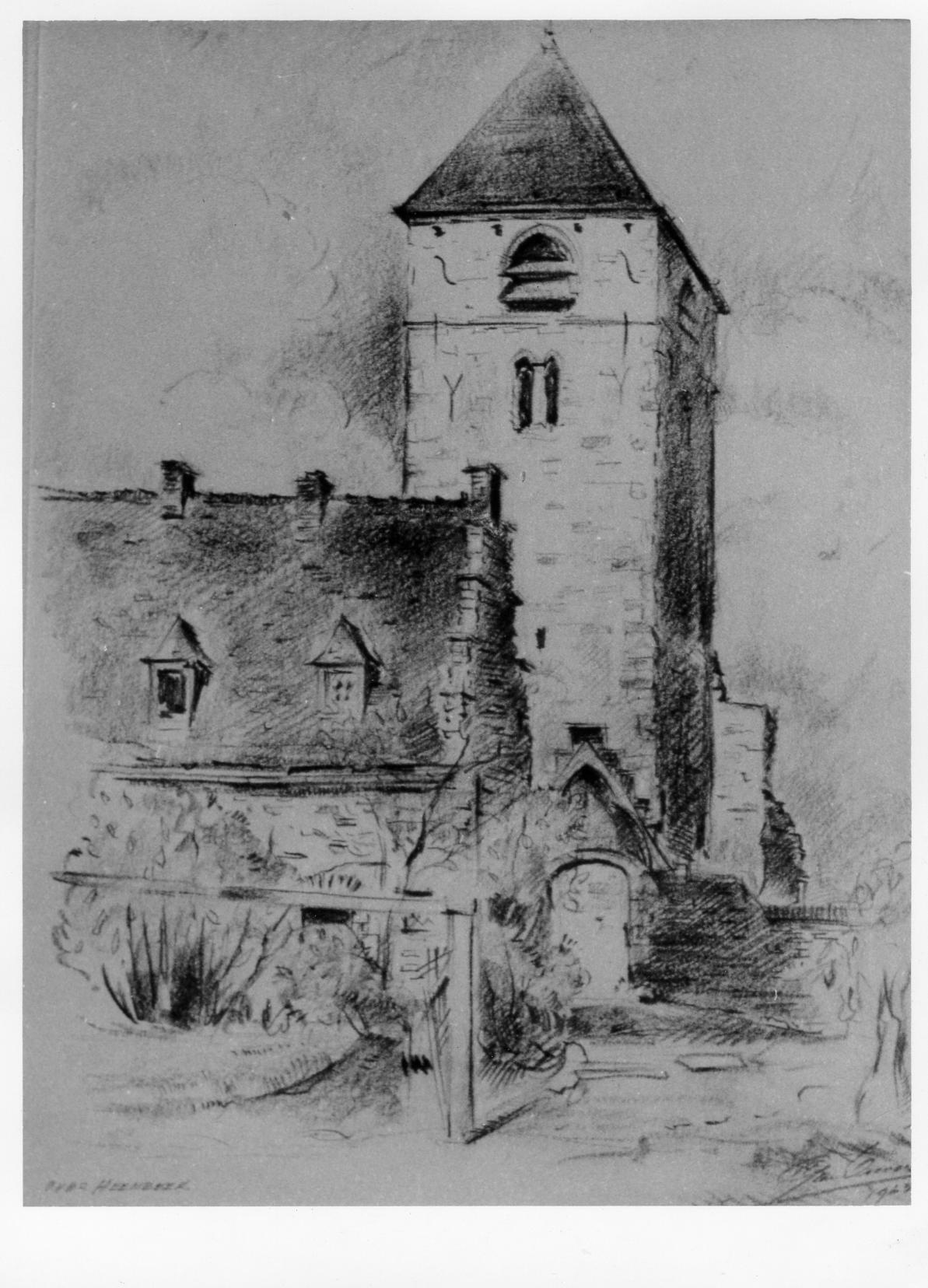
Romaanse toren van de Sint-Pieter en Pauluskerk in Neder-Heembeek en huis waar Van Helmont een transmutatie zou verricht hebben. Tekening door Léon van Dievoet (1963)

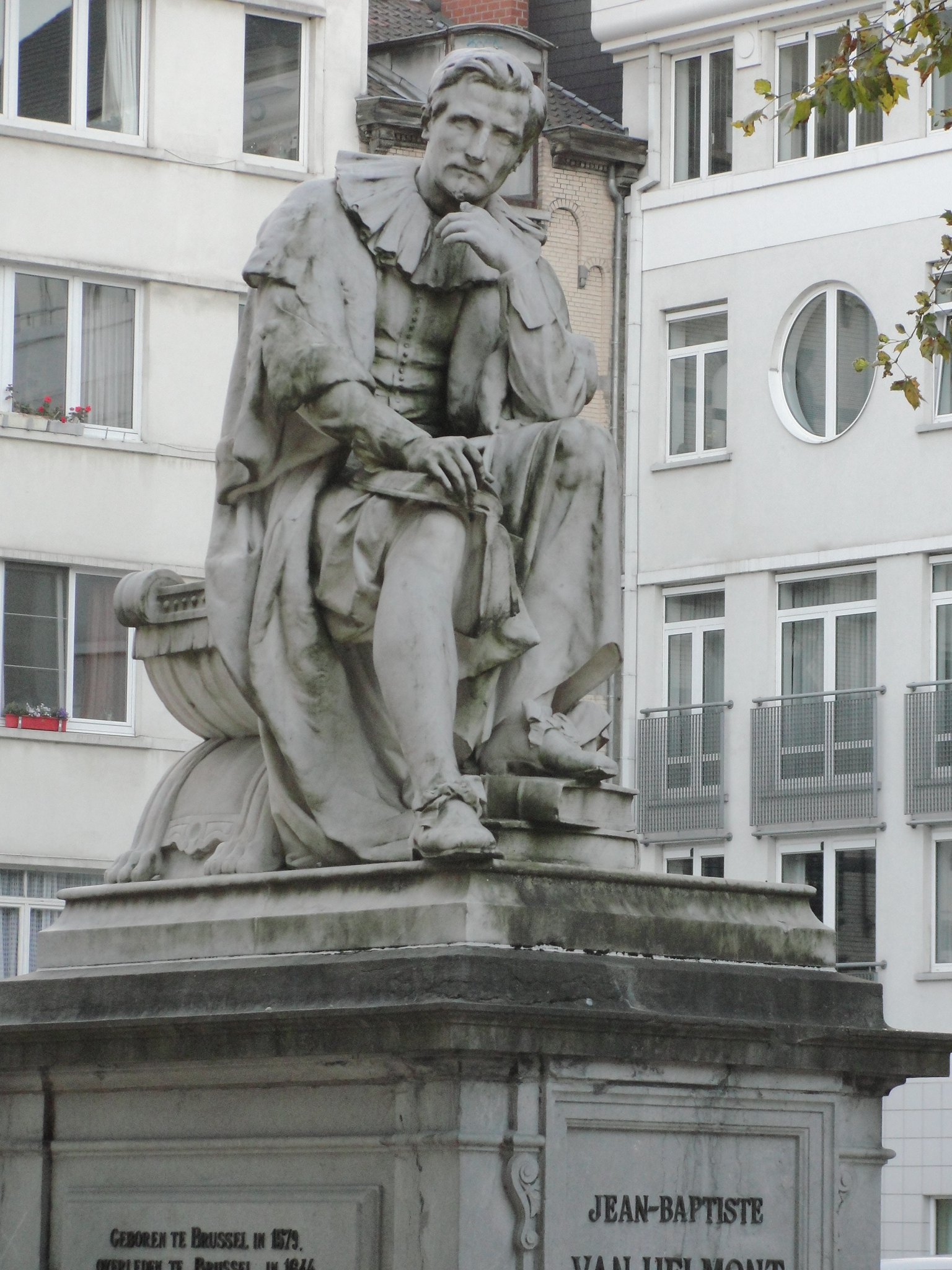
Standbeeld van Johannes Baptista van Helmont op de Nieuwe Graanmarkt in Brussel

Jan Baptista van Helmont (Brussel, 12 januari 1579 – Vilvoorde, 30 december 1644) was een alchemist, fysioloog en arts. In navolging van Paracelsus verzette hij zich tegen de heersende aristotelische denkwijze, die niet van feiten of empirie uitging maar van de logica, alsook tegen de galenische humeurenleer. Met zijn experimentele methodes nam hij deel aan de wetenschappelijke revolutie. Tegelijk bleef hij stevig geworteld in mystiek en magie.

## Leven
Jan Baptista van Helmont werd geboren als jongste van vijf kinderen in het adellijke gezin van Christiaen van Helmont, raadsheer in de Brabantse Rekenkamer, en Maria (van) Stassaert. Over zijn exacte geboortedatum bestond lang grote twijfel, mede door verwarrende uitspraken daarover van hemzelf, maar in 1930 stelde Cuvelier definitief vast dat (11 of) 12 januari 1579 correct is. Hij volgde opleidingen aan de Leuvense universiteit bij onder anderen Thomas Fienus; men liet hem al op zijn 15e chirurgie doceren en hij promoveerde er in 1599 tot doctor in de medicijnen. Niet in staat om zich te verzoenen met wat hij als wereldvreemde boekengeleerdheid aanzag, nam hij reeds in 1600 ontslag om vijf jaar door Europa te gaan reizen. 
Tijdens een kort verblijf terug in de Nederlanden liep hij schurft op. De aderlatingen en purgeermiddelen die enkele oudere collega's hem  voorschreven, ondermijnden zijn gezondheid. Toen hij van de huidparasiet genezen werd door de zwavelzalf van een Italiaanse kwakzalver, brak hij volledig met de opvattingen van Galenus en legde hij zich toe op de alchemie, met als doel ziekten te behandelen met chemische middelen. Daarbij richtte hij zich veel meer op de opvattingen van Paracelsus en werd een van de voorvechters van de iatrochemie. Bij zijn definitieve terugkeer in 1605 probeerde hij een pestepidemie in Antwerpen te bestrijden.
In 1609 huwde hij Margriet van Ranst, een dochter uit een adellijk geslacht. Door zijn huwelijk werd hij onder andere heer van Merode, Royenborch, Oorschot en Pellines. Het echtpaar zou zeven kinderen krijgen. Dankzij het inkomen uit zijn landerijen kon hij na zijn huwelijk zelfstandig werken in zijn eigen laboratorium. Betrekkingen die hij aangeboden kreeg door Ernst van Beieren, Aartsbisschop van Keulen, en door de Habsburgse keizer Rudolf II in Praag, sloeg hij af en zieken stond hij intussen kosteloos bij.
In 1621 verscheen te Parijs een werkje van zijn hand: De magnetica vulnerum curatione ("Over de magnetische heling van wonden"), waarin hij de genezende werking van relieken toeschreef aan magnetisme, zich baserend op Paracelsus. Het was zonder zijn toelating uitgegeven, kreeg veel bijval maar bracht hem in de problemen met aanhangers van Galenus en vooral met de inquisitie. Gealarmeerd door de jezuïet Roberti, fileerden een aantal theologen en artsen het werk om er 24 afkeurenswaardige stellingen in te vinden (Propositiones notatu dignae, 1624). Het boek werd op de index geplaatst en de auteur werd vervolgd voor het kerkelijk tribunaal in Mechelen.
Dankzij zijn prominente maatschappelijke positie genoot Van Helmont de bescherming van de aartsbisschop, maar in 1634 – met de veroordeling van Galilei – leidde het proces alsnog tot zijn aanhouding. Na enkele dagen opsluiting in het Brusselse minderbroederklooster stelde zijn schoonvader een borg van zesduizend florijnen om hem toe te laten onder huisarrest te leven. In 1635 kreeg hij zelfs niet de toelating om twee van zijn kinderen die aan de pest zouden sterven, te bezoeken. Tevens kreeg hij verbod om te publiceren en werden de vele teksten die hij tussen 1599 en 1634 had geredigeerd, geconfisqueerd.
Vanaf 1638 tot aan zijn dood kon Van Helmont zijn werk voortzetten. De in beslag genomen teksten zou hij echter nooit meer terugkrijgen. In 1642 werd de vervolging gestaakt en verkreeg hij een imprimatur voor een werkje over koorts (Febrium doctrina inaudita).
Hij overleed eind 1644 aan een longaandoening, waarschijnlijk pleuritis. In 1646 verkreeg zijn weduwe van de aartsbisschop te Mechelen zijn rehabilitatie.
Er bestaan aanwijzingen, zoals het vernoemen van een zoon naar de god Hermes (Mercurius) en zijn verwerping van medisch profijt, dat hij behoord zou hebben tot het geheime genootschap van de rozenkruisers.

## Werk
Van Helmont geloofde in het bestaan van de Steen der Wijzen en schreef over een stelsel van bovenaardse wezens die het menselijk lichaam bestierden. Terzelfder tijd was hij een man met opmerkelijke gaven van observatie. Hij was de eerste die onderkende dat er verschillende gassen bestonden. In zijn postuum verschenen Ortus medicinae introduceerde hij het woord "gas" (afgeleid van het Griekse woord chaos), dat later onder invloed van Lavoisier algemene ingang zou vinden. Tevens merkte hij op dat spiritus sylvestris, de dampen die vrijkwamen bij het verbranden van houtskool, hetzelfde gas was (koolstofdioxide) als dat wat vrij kwam bij vergisting van most. Hij was ook de eerste die probeerde chemische principes toe te passen op de gezondheidszorg, bijvoorbeeld door maagzuur met alkali te behandelen.
Hij toonde experimenteel aan dat een plant niet groeit door het omzetten van de aarde waar hij in wortelt. Van Helmont deed dit door het eerste kwantitatieve experiment in de biologie: hij woog de droge aarde in een pot waarin hij een wilgenscheut plantte, en vijf jaar later woog hij opnieuw afzonderlijk de wilg, die hij uitsluitend water had gegeven, en de gedroogde aarde. Doordat hij de mogelijke inbreng van lucht veronachtzaamde, trok hij hieruit de verkeerde conclusie dat de boom alleen door omzetten van water was gegroeid. Van de vier elementen van Empedocles vormden er in zijn visie slechts twee de basis van alles: water en lucht. Ironisch is dat hij bij zijn conclusie niet aan de rol van een gas (namelijk koolstofdioxide) dacht. Maar hij gebruikte, 150 jaar voor Lavoisier, al een balans bij zijn experimenten.
Hij verzette zich tegen aderlatingen en purgeermiddelen, mede op grond van wat hemzelf was overkomen. In zijn strijd tegen de aderlating en ontlediging daagde hij de galenisten in zijn Ortus medicinae uit voor een weddenschap: ze zouden enkele honderden zieken in twee groepen splitsen en die elk volgens hun eigen methode behandelen. De winnaar zou degene zijn met de minste begrafenissen. Hoewel dit experiment niet is uitgevoerd, was het de eerste keer dat het principe van randomisatie werd voorgesteld. Van Helmont uitte verder de overtuiging dat lokale ziekten ook lokaal behandeld moesten worden; en als bescherming tegen de pest beval hij hygiëne aan. 
Anderzijds was hij ook overtuigd van zeer onwetenschappelijk gebleken opvattingen, bijvoorbeeld het toepassen van wapenzalf (aanbrengen van zalf op het wapen en vervolgens op de daarmee toegebrachte wond zou de genezing bevorderen), de spontane generatie van levende wezens, het bestaan van de Steen der wijzen. Robert Boyle was een van zijn grootste bewonderaars, maar verbaasde zich er ook over dat Van Helmont onwetenschappelijke uitspraken deed. Hoewel Van Helmont niet veel aanhangers had, werd zijn werk in de tweede helft van de 17e eeuw veel gelezen, als een bron van nieuwe ideeën en experimenten.
Tot zijn voornaamste wetenschappelijke bijdragen behoren:
- de beschrijving van de "maeckinge" van gas
- het gebruik van pendels voor tijdsmeting
- de uitvinding van de Belgische thermometer
- de ontdekking van de rol van maagzuur en gal in de spijsvertering
- de herkenning van de rol van zuur bij ontstekingen en ettervorming
- het formuleren van een vroege versie van de wet van behoud van massa

Van Helmont was een beoefenaar van de iatrochemie en een grondlegger van de pneumatische scheikunde.
Door dit alles stond hij met één been in de alchemie en haar ongebreidelde metafysische speculaties, en met het andere in de scheikunde. Zijn verzamelde werken werden in 1648 uitgegeven.

## Publicaties

### Tijdens zijn leven
- 1621 – De magnetica vulnerum naturali et legitima curatione, Parijs

Een traktaat over de magnetische genezing van wonden, dat onder andere de werking van wapenzalf besprak. Het was geschreven in 1617, maar van Helmont had afgezien van publicatie toen de kerkelijke autoriteiten hun aanvankelijke toelating introkken. Uiteindelijk verscheen het zonder medeweten van de schrijver te Parijs en leidde het tot zijn vervolging door de inquisitie. Met name de stelling dat God genezende werking verleende aan relieken door middel van dierlijk magnetisme, werd "monsterachtig" bevonden.
Het werd herdrukt onder meer te Luik in 1634 en te Neurenberg in 1662.
- 1624 – Supplementum de spadanis fontibus, Luik

Met dit "supplement" reageerde van Helmont op de verhandeling Sparadrene van de invloedrijke Luikse hofarts Henri de Heer over het bronwater van Spa (1614). Erin besloot hij tot de aanwezigheid van koolstofdioxide. De polemiek ging verder met de publicatie van Deplementum supplementi de spadanis fontibus (1624), waarin de Heer zijn tegenstrever denigrerend aanduidde als os inferni (hellemond).
- 1642 – Febrium doctrina inaudita, Antwerpen

Een uiteenzetting over koorts, die volgens van Helmont slechts een symptoom is van ziekte. Om ze te onderdrukken adviseert hij voornamelijk zweetmiddelen.
In 1644 verscheen bij J. Kalcoven te Keulen een nieuwe uitgave met twee bijkomende verhandelingen. In 1648 volgde een Amsterdamse uitgave.
- 1644 – Opuscula medica inaudita, Keulen

In dit werk zijn vier verhandelingen verzameld: over steenziekten, koortsen, de humeuren van Galenus en de pest.
In 1662 kwam er te Londen een Engelse vertaling uit van de hand van J. Chandler.

### Postuum uitgegeven door zijn zoonFranciscus Mercurius van Helmont
- 1648 – Ortus medicinae, id est Initia physicae inaudita, Amsterdam

Zijn meest succesvolle werk. Gebaseerd op de handschriften die dateren van na 1638. In latere edities aangevuld met de Opuscula.
Vertaald in het Engels door John Chandler als Oriatrike, or, Physick refined (1662), in het Frans door Jean le Conte als Les Oeuvres de Jean-Baptiste Van Helmont, traitant des principes de médecine et physique, pour la guérison assurée des maladies (1670) en in het Duits door Christian Knorr von Rosenroth als Aufgang der Artzney-Kunst (1683).
Nadien ook uitgebracht onder de titel Opera Omnia (voor het eerst in 1652 te Frankfurt, door Johannis Justus Erythropilus).
- 1659 – Dageraed, oft nieuwe opkomst der geneeskonst, in verborgen grondtregelen der Natuere, Amsterdam, bij Jan Jacobsz. Schipper

Dit werk, dat kort na 1638 zou zijn geredigeerd, kan beschouwd worden als een bondigere versie van de Ortus. Hij geeft aan de volkstaal te gebruiken om zijn inzichten zo breed mogelijk uit te dragen. Het bestaat uit twee delen: het eerste bevat dertig paelen (hoofdstukken) en hij geeft daarin eerst een algemene uiteenzetting over de werking van de natuur en van het lichaam. Het tweede deel handelt in negentien paelen over de pest. 
In 1660 opnieuw verschenen te Rotterdam als Dageraad, ofte nieuwe opkomst der geneeskonst, in verborgen grond-regulen der Nature.
In 1944 werd bij de 300e verjaardag van zijn overlijden een facsimile uitgave van de editie van 1660 uitgebracht. 
- 1681 – Tumulus pestis. Das ist: Gründlicher Ursprung der Pest / Dero Wesen / Art / und Eigenschafft; als auch deroselben zuverlässig- und beständiger Genesung. Nebenst Beyfügung der wahren Ursach und Grund allerhand Fieber; Und worinnen biß zu dato in Curirung derselben ist geirret worden. Durch Johannem Baptistam von Helmont, Herrn von Merode / Royenborg / Orschot und Pellines / u. in Nieder-Teutsch; und folgend auch Lateinisch beschrieben. Anjetzo aber / bey ob-schwebenden gefährlichen Läuffen und grassirenden Seuchen / männiglich zum besten / aus dem Niederländischen übersetzt. Durch Johannem Henricum Seyfried, Sultzbach 1681.

### Postuum uitgegeven manuscripten
In de 19e eeuw verschenen drie manuscripten uit het aartsbisschoppelijk archief te Mechelen:
- 1849 – Commentaire de J.B. Van Helmont, seigneur de Mérode, Royenborch, Oirschot, Pellines etc., sur le premier livre du régime d'Hippocrate: περι διαιτης, Antwerpen
- 1852 – Commentaire de J.B. Van Helmont, seigneur de Mérode, Royenborch, Oirschot, Pellines etc., sur un livre d'Hippocrate intitulé: περι τροφης, Antwerpen
- 1854 – Le premier ouvrage (Eisagoge in artem medicam a Paracelso restitutam, 1607) de J.-B. Van Helmont, seigneur de Mérode, Royenborch, Oirschot, Pellines etc, Antwerpen

### Postuum uitgegeven briefwisseling
- 1932–46 – C. de Waard en P. Tannery (eds.), Correspondance du P. Marin Mersenne, vol. II en III, Parijs

Het tweede deel bevat 3 brieven aan Mersenne en het derde deel 11. Ze dateren uit de periode 1630–1631.

## Voetnoten
1. ↑  Mathematics Genealogy Project.
2. ↑  Cuvelier, J. (1930): Rond J.B. van Helmont's burgerlijken stand. In: Verslagen en mededelingen van de Koninklijke Vlaamse Academie voor Taal- en Letterkunde. Gearchiveerd op 5 februari 2023.
3. ↑  Des Marez, G. (1907): L'État civil de J.B. van Helmont, in: Annales de la Société d'Archéologie de Bruxelles, p. 107-123
4. ↑  Blondeau, Roger-A. (1991): Wetenschap in de taal der Vlamingen, Gent: Reinaert-Het Volk, p. 130
5. ↑  Gijn, Jan van en Gijselhart, Joost P. (2012): Van Helmont en het gas, Nederlands Tijdschrift voor Geneeskunde 156:A4652. Gearchiveerd op 26 juni 2022.
6. ↑  J. B. van Helmont, Ortus medicinae. … (Amsterdam: Louis Elzevir, 1652 (eerste editie: 1648)). Het woord "gas" verschijnt op pagina 58, waar hij zegt: "… Gas (meum scil. inventum) …" (… gas (mijn ontdekking) …). Op pagina 59, stelt hij: "… in nominis egestate, halitum illum, Gas vocavi, non longe a Chao …" (… omdat ik een naam nodig had, noemde ik deze damp "gas", lijkend op "chaos" …)
7. ↑  Hershey, David (1991): Digging deeper into Helmont's willow experiment. The American Biology Teacher, 53, 8, p. 458-460 pdf. Gearchiveerd op 11 december 2022.
8. ↑  Hershey, David (2003): Misconceptions about Helmont's willow experiment. Plant Science Bulletin, 49, 3, p. 78-84. Gearchiveerd op 12 augustus 2023.
9. ↑  Klooster, H.S. van (1947): Jan Baptista van Helmont. In: Journal of Chemical Education 24, 7. p. 319
10. ↑  Robert Crommentuyn, De autoriteit van het toeval, Medisch contact, 17 december 2001
11. ↑  Boyle, Robert (1661): The sceptical chymist

- Bibsys: 90410588
- Biblioteca Nacional de España: XX966881
- Bibliothèque nationale de France: cb12432439c (data)
- Biografisch Portaal: 16986977
- Catàleg d'autoritats de noms i títols de Catalunya: 981058518590206706
- CiNii: DA06039359
- Digitale Bibliotheek voor de Nederlandse Letteren: helm009
- Gemeinsame Normdatei: 119142953
- International Standard Name Identifier: 0000 0001 1616 8850
- Library of Congress Control Number: n82003694
- Mathematics Genealogy Project: 104901
- Nationale Bibliotheek van Tsjechië: jx20070817022
- Nationale bibliotheek van Australië: 35517397
- Nationale Bibliotheek van Israël: 987007262421905171
- Nationale Bibliotheek van Polen: a0000001223616
- Nationale en Universitaire bibliotheek Zagreb: 000201745
- Nederlandse Thesaurus van Auteursnamen: 069963118
- Réseau des bibliothèques de Suisse occidentale: 02-A000170119
- LIBRIS: 254687
- SNAC: w6jd86f8
- Système universitaire de documentation: 032209940
- Trove: 981684
- Virtual International Authority File: 32800169
- WorldCat: E39PBJy4jbtYJctX6PGHyTJdQq